# Nazitysklands ekonomi
Nazitysklands ekonomi syftar på den nationalekonomiska utvecklingen i Tyskland under nazisterna. Perioden inleddes med Adolf Hitlers utnämning till rikskansler år 1933 och varade till andra världskrigets slut år 1945.
Den nazistiska regimen kom till makten i stor utsträckning som ett resultat av den svåra ekonomiska situationen i den internationella depressionens spår. Arbetslösheten minskade till följd av omfattande offentliga arbetsprogram, som bland annat omfattade de nya motorvägarna. Senare drevs ekonomin av ett omfattande upprustningsprogram, som delvis finansierades av sedelpressarna. Inflationen hölls dock nere genom en hård statlig kontroll av ekonomin och arbetstagarna. Regimen försökte vidare övervinna en svår brist på utländsk valuta genom bilaterala handelsavtal med omgivande länder och omfattande ransonering av importvaror. 
Vid andra världskrigets utbrott hade Tyskland full sysselsättning, men mindre god reallöneutveckling för löntagare eftersom resurser styrdes till upprustningen. Statens skuldsättning hade även ökat kraftigt. Under kriget plundrades erövrade områden och tvångsarbetskraft användes i stor utsträckning. Mot slutet av kriget var det inte minst Tyskland som drabbades av bombningar och truppförluster. Mycket av Tysklands industriella bas förblev dock intakt.

## Bakgrund

### Depressionen och Weimarrepubliken
Fredsfördraget i Versailles innebar att Tyskland tvingades avträda landområden som var betydelsefulla för självförsörjningen. Landet förlorade 75 % av sina järnmalmstillgångar, 26 % av blyresurserna och 7 % av industrin. Dessutom förlorade landet jordbruksområdena i Västpreussen och i Posen. Så länge som handeln på världsmarknaden fungerade kunde de uppkomna problemen lösas genom import, men i oktober 1929 slog en världsomfattande depression till, vilket gjorde att världsekonomin delvis förlamades.
Importen sjönk snabbare än exporten, vilket visserligen ledde till en positiv handelsbalans, men också bidrog till att förstärka deflationen. Den samlade världshandeln minskade dock snabbt och sjunkande handelsvolymer och minskande export bidrog till att öka arbetslösheten. Den därigenom minskade köpkraften ledde till en dämpning av den inhemska konsumtionen och en inrikeshandel på tillbakagång ökade arbetslösheten ytterligare. Denna cirkelgång påskyndades av deflationen, som effektivt drev på en reallönehöjning som även den bidrog till ökad arbetslöshet.
I juni 1932 försökte regeringen under Franz von Papen minska arbetslösheten genom statliga åtgärder. Den som skapade arbetstillfällen belönades med skatteförmåner som indirekt åstadkom en viss ökning av antalet anställda. Dessa åtgärder var emellertid för begränsade och den önskade effekten uteblev. I december 1932 övertogs makten av Kurt von Schleichers regering, vars förhoppningar om ett världsomspännande ekonomiskt uppsving inte infriades. I syfte att stimulera en ökning av antalet arbetstillfällen med staten som arbetsgivare och kund, anslog man 500 miljoner riksmark. Det är oklart om dessa begränsade medel skulle ha lett till det uppsatta målet. År 1932 nådde antalet arbetslösa i Tyskland sin topp på över sex miljoner i öppen arbetslöshet.

### "Reformisternas" och NSDAP:s närlingslivskoncept
En bred krets av personer från näringslivet, finansväsendet, den vetenskapliga världen och media reagerade på det negativa resultatet av depressionen och redovisade egna förslag på hur den ekonomiska situationen kunde förbättras.
De så kallade reformisterna ansåg att en självreglerande, liberal nationalekonomi som baserades på tillgång och efterfrågan var det enda sunda alternativet.
Kravet på självförsörjning som ett sätt att lösa kommande krishärdar tillmättes en viss betydelse. Därutöver skulle handeln nå utanför landets gränser. Över hela världen utkristalliserades sig handelsblock, där Storbritannien och Frankrike med sina kolonialvälden bildade egna block. I reformisternas förslag sågs handelsavtal med de baltiska staterna, Österrike, Östeuropa och länderna på Balkan som ett alternativ. Detta område kallades för olika varianter av Mellaneuropa. Inom detta område skulle jordbruksprodukter, råmaterial och industriprodukter flyta fritt utan tullavgifter och produktionen skulle styras av länderna. Tyskland avsågs få en central roll i detta samarbete. Världsekonomin skulle avlösas av en storekonomi.
Dessa strömningar spelade Nationalsocialistiska tyska arbetarepartiet (NSDAP) rakt i händerna. Man hade ingen egen tillräckligt slagkraftig lösning på krisen och Hitlers tankar om lebensraum, livsutrymme, stämde bra överens med teorin om en storekonomi. Självförsörjning blev ett slagord för nationalsocialisternas ekonomiska politik, vilket i valet 1932 ledde till att partiet blev det största partiet i landet. Försämringen i Tysklands ekonomi bidrog till ett kraftigt uppsving för NSDAP. 
Tyskland genomförde under ofredsåren också omfattande privatiseringar av järnvägar och andra statliga industrier. Detta inte av ideologiska skäl utan enbart eftersom man ansåg det vara effektivast. Oftast var det medlemmar eller närstående till partimedlemmar som köpte upp delar av de statliga företagen. Dessutom så bibehöll staten regleringar och statligt påtryck för att undvika ineffektivitet eller illojalitet. Man kunde i värsta fall tvångsförstatliga företag man ej gillade. Men använde inte dessa åtgärder särskilt ofta och företagen kunde oftast bryta mot regler om man ansåg det ekonomiskt olönsamt. Utan ekonomiska påföljder. Under kriget återförstatligades dock mycket av industrierna främsta på grund av behov av koordinering i krigsindustrin under invasionen av Sovjetunionen. 

### Krigsekonomi
Med begreppet krigsekonomi avses /.../ nationalekonomins inriktning i fredstid utifrån ett militärt synsätt /.../ (die Gestaltung der Volkswirtschaft im Frieden für den Krieg unter militärischen Gesichtspunkten). Några dagar efter det att Adolf Hitler tillträtt som rikskansler stod det klart att programmet för att skapa fler arbetstillfällen och som fram till slutet av 1933 skulle ha kostat 3,1 miljarder riksmark, inte skulle kunna häva den ekonomiska krisen. En expansion av landets territorium baserat på rasbiologiska och maktpolitiska aspekter var NSDAP:s recept. Upprustningen av krigsmakten, Wehrmacht, var nödvändig för denna utvidgning. Förverkligandet av livsrumsideologin och självförsörjningsprogrammet krävde målinriktade investeringar av statliga medel. Representanter från olika discipliner, exempelvis krigsmakten, media och nationalekonomiska instanser, var eniga om kraven på näringslivet i fredstid. Dessa krav var bland annat:
- Fastställande av råvarubehov för krigs- och civilindustrin.
- Drivmedelslager.
- Anpassning av trafik- & kommunikationssystem för framtida militära behov.
- Finansiering och budgetering för indirekt och direkt upprustning.

Andra viktiga åtgärder var en intensifiering av det år 1929 påbörjade programmet för förbättring av vägar och broar samt främjande av fordonsindustrin. Organisatören och chefen för företaget Sager & Woerner hette Fritz Todt. Den militärstrategiska betydelsen för motorvägsnätet (Autobahn) måste också nämnas. Även om en utökad motorisering av Tyskland gick hand i hand med dessa planer och att det i fredstid erfordrades en omfattande utbildning av fordonsförare som nu möjliggjordes, hade motorvägsnätet mindre betydelse för vapen- och trupptransporter i de kommande stridszonerna. För sådana ändamål användes främst järnvägar och hästtransporter. De arbetstillfällen som nu genom dessa vägbyggnationer kunde erbjudas den stora gruppen lågutbildade var synnerligen verksamma. Ett ännu större behov av arbetskraft fanns hos de fartygs- och flygplanstillverkare som huvudsakligen tillverkade produkter i rustningssyfte. Införandet av allmän värnplikt 1935, som ledde till att antalet soldater ökade från omkring 100 000 till 2,7 miljoner vid andra världskrigets början, bidrog också väsentligt till full sysselsättning.
Den 1935 grundade Reichsarbeitsdienst, Riksarbetstjänsten (RAD), fördelade fram till 1941 personal till övervägande civila projekt och till lantbruket. RAD:s metoder för att skapa arbetstillfällen sågs av befolkningen och av utländska media vara harmlösa och helt i enlighet med den vid freden i Versailles befallna avrustningen. Det var obligatoriskt för män mellan 19 och 24 år att arbeta för RAD och från 1 september 1939 gällde detta även ogifta kvinnor. Fram till 1938 omfattades 350 000 personer i 30 RAD-distrikt av dessa beslut. Under kriget svarade RAD för bemanningen av fler och fler militära projekt, till exempel byggnation av Bunkeranläggningar.
I takt med att arbetslösheten bekämpades och antalet arbetstagare ökade, gjordes inskränkningar i arbetstagarnas rättigheter. Den 2 maj 1933, dagen efter Tag der nationalen Arbeit (Nationella arbetsdagen), besattes fackföreningarnas kontor, deras kassor beslagtogs och ledande funktionärer greps. Lagen om nationellt arbete från 20 januari 1934 ledde till en omdefinition av ordet "arbetsgivare" till "verksamhetsledare" och från "arbetstagare" till "manskap". Från 1936 omvandlades begreppet "skapande av arbetstillfällen" till "arbetstilldelning" och vidare till "tvångsarbete". Genom införandet av arbetsboken, vilken allt manskap alltid måste medföra, begränsades möjligheten att göra karriär genom att byta arbete. Deutsche Arbeitsfront, Tyska arbetsfronten (DAF), under ledning av Robert Ley övertog så småningom rollen som förmedling av arbetskraft till företag. DAF var helt inriktade på prestationsökning och ideologisk likriktning av manskapet. Ett för propagandan mycket användbart instrument var den statliga organisationen Kraft durch Freude, Kraft genom glädje (KdF), som ansvarade för manskapets fritid och återhämtning.
| Arbetslösheten i förhållande till industrins utveckling                  | 1932          | 1933 | 1934  | 1935  | 1936  | 1937          |
| Öppet arbetslösa personer, årsgenomsnitt (1 000 000)                     | 6,02          | 4,80 | 2,71  | 2,15  | 1,59  | 0,91          |
| Sysselsatta i utbyggnaden av Reichsautobahn (RAB), årsgenomsnitt (1 000) | Ingen uppgift | <4,0 | 60,2  | 85,6  | 102,9 | Ingen uppgift |
| Den tyska fordonsindustrins utveckling, index (1932=100)                 | 100           | 204  | 338   | 478   | 585   | Ingen uppgift |
| Sysselsatta i flygindustrin (1 000)                                      | Ingen uppgift | 4,0  | 16,8  | 59,6  | 110,6 | 167,2         |
| Utgifter för fartygsbyggnation (miljoner riksmark)                       | 49,6          | 76,1 | 172,3 | 287,0 | 561,3 | 603,1         |

Den konservative riksbankschefen Hjalmar Schacht, från oktober 1934 Reichswirtschaftsminister (Riksnäringsminister), sammanställde åtgärderna i krigsekonomin till Neuen Plan, Den Nya Planen. Det är ännu omstritt om näringslivets ledare använde Hitler för att nå sitt mål eller om de själva utnyttjades av Hitler. Inte hela industrin - och inte heller alla företag inom de olika koncernerna - delade samma uppfattning om självförsörjning och militarisering. Från 1935 låg de direkta militärutgifterna på 18 % av statsbudgeten, den ökande motoriseringen var en måttstock på befolkningens välstånd och de tyska motorvägarna var ett prestigeobjekt för att visa på nationalsocialismens prestationsförmåga. År 1936 framstod den utlovade återhämtningen som uppnådd och en reintegration med världsekonomin var möjlig.
De ansvariga för skapandet av nya arbeten och för rustningen använde från 1933 sedelpressarna för att realisera sina åtaganden. Den dåtida, av flera nationalekonomer som säkerhet mot inflation använda myntfoten, kunde inte hållas. Hjalmar Schacht möjliggjorde då en omläggning till "specialväxel" som riksbanken täckte och som garanterades av staten. Sammanhanget hölls hemligt. Å ena sidan fick inte omfattningen av investeringarna i rustningen komma ut, å andra sidan fick det inte råda någon osäkerhet om riksmarkens ställning på finansmarknaden eftersom det då kunde sluta i inflation.
För detta ändamål grundades ett skalbolag, Metallurgische Forschungsgesellschaft m.b.H, bakom vilka fyra namnkunniga tyska företag stod, nämligen Siemens, Gutehoffnungshütte, Krupp och Rheinmetall. Utöver uppgiften att vara finansieringsinstrument för finansieringen av budgetutgifter hade inte Mefo GmbH någon ytterligare funktion. I syfte att finansiera rustningen slussades 11,9 miljarder riksmark från 1934 till dess att Schacht stoppade Mefo-växlingen 1938 i skydd av denna täckmantel. Dessa utgjorde 30 % av försvarsanslagen under perioden.
Därtill utfärdade staten räntefria Reichsanweisungen (riksanvisningar), s.k. U-skatter och från maj 1939 även s.k. NF-gutscheine (NF-tillgodohavandekvitton), där NF stod för Neuer Finanzplan (Ny Finansplan). Med hjälp av dessa betalades räkningar, som ställdes ut på staten, genast till 40 % av beloppet och resten av summan gavs som skatterabatt.
Det ekonomiska behovet av medel för rustningen sågs som ett halvviktigt problem och en hög skuldbörda genom kortfristiga krediter togs därför med i beräkningen. Det sågs som en naturlig följd av de begränsade militära aktioner som krävdes för att utöka territoriet.
Den av många nationalekonomer fruktade inflationen, som man kunde vänta sig som en följd av att man övergav myntfoten och satte sig i skuld, inträffade aldrig. Den statliga styrningen av marknaden, kontrollen över prisutveckling och marginalvinster satte de normala marknadsprinciperna ur spel. Konsumentprisindex steg i genomsnitt med en procent per år. Eftersom den konstruerade stabiliteten hos riksmarken var politiskt och inte nationalekonomiskt styrd fick man inte något förtroende på den internationella valutamarknaden. Stora internationella investeringar i den tyska ekonomin uteblev vilket ledde till att en brist på utländsk valuta skulle följa.

## Råvarusituationen

### Lantbruk och livsmedel
Redan tidigt år 1933 drev Reichslandbund (Rikslantförbundet), en NSDAP närstående organisation, frågan om likriktning av alla lantbrukspolitiska intresseorganisationer. Den 4 april 1933 tog en ny organisation kallad Reichsführergemeinschaft (Riksledargemenskapen) över representationen för allmogen. En dag senare gav det tyska Landwirtschaftsrat (Lantbruksekonomirådet), paraplyorganisationen för hushållningssällskapen, regeringen sitt fulla stöd.
Walter Darré, NSDAP:S Reichsbauernführer (Rikslantbruksledare), valdes till president för de tyska lantbruksekonomiråden. 1933 fattade Darré, under tiden Reichsminister für Ernährung und Landwirtschaft (Riksminister för livsmedel och lantbruk), beslut om att olika underorganisationer inom lantbruket skulle tvångsanslutas till Reichsnährstand (Rikslivsmedelskorporationen) som centralorganisation. Till dessa underorganisationer räknades bl.a. organisationer inom skogsbruket, trädgårdsodling, jakt, fiske, yrkesföreningar inom lantbruket, lanthandeln och processföretag för lantbruksprodukter. 1945 återstod bara ett glest nät av det jordbrukstekniska produktions- och fördelningssystemet.
Den från 1935 anbefallna marknadsordningen var en försmak av den krigslivsmedelsordning som senare skulle följa. Denna märktes knappt av i fredslivsmedelsordningen, /.../ nicht in der Art, sondern nur dem Grade nach /.../ (inte i sin fulla natur, utan bara till viss grad).

### Olja

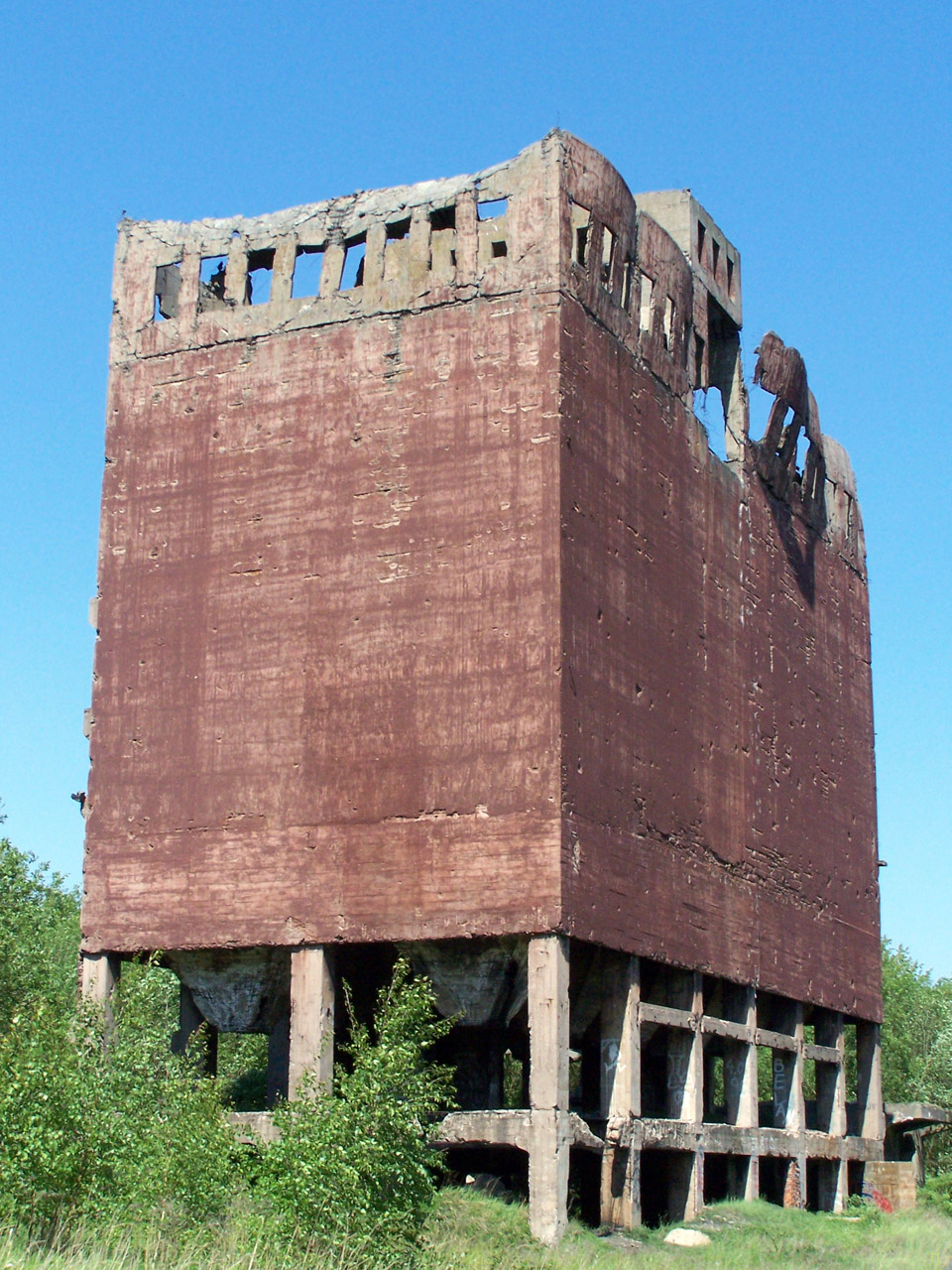
Ruinerna av Hydrierwerke Pölitz fabrik i Police för framställning av syntetiska bränslen.

Av de cirka 280 miljoner ton råolja som utvanns årligen i världen strax före andra världskrigets utbrott kom endast 36 miljoner ton, eller 12 procent, från oljekällor i Europa. Sovjetunionen kontrollerade tre fjärdedelar av dessa källor, där merparten låg kring Baku i Azerbajdzjanska SSR. Rumänien stod för 20 procent av den europeiska utvinningen med sina 7 miljoner ton från källorna kring Ploiești. De övriga fem procenten kom från källor i Tyskland och Polen. Utanför Europa så kontrollerade USA 60 procent av den totala oljeutvinningen. År 1940 kontrollerade Tyskland en råoljeutvinning på 2,1 miljoner ton från källor i Tyskland, Tjeckoslovakien, Polen och Österrike. Utöver detta så framställde man 3,3 miljoner ton syntetiska bränslen med hjälp av förvätskning och Fischer-Tropsch-processen. Behovet för att hålla landet på krigsfot uppskattades 1940 ligga i spannet mellan 12 och 20 miljoner ton per år, variationen berodde på hur intensiva striderna i luften och till sjöss skulle komma att bli, då dessa var särskilt bränsleslukande. Behovet fylldes huvudsakligen med import från Rumänien, 1940 importerades 2,1 miljoner ton råolja och 2,9 miljoner ton raffinerat bränsle.

#### Syntetiska bränslen
För att kompensera den mycket ringa tillgången på oljekällor så kom metoder att framställa bränslen på syntetisk väg från kol att bli viktiga för Tyskland. Det första direkta åtgärden för att öka produktionen av syntetiskt bränsle kom den 14 december 1933 då regeringen tecknade Benzinvertrag med IG Farben, som förpliktigar dem att producera minst 300 000 ton syntetisk bränslen per år till ett fast pris.Tyskland hade mycket goda tillgångar av stenkol och brunkol. Genom direkt förvätskning av stenkol eller brunkol i Bergiusprocessen kunde petroleumprodukter med höga halter av aromatiska kolväten framställas. Dessa kunde användas som ersättning för bensin. Genom Fischer-Tropsch-processen, som innebar att kolråvaran först förgasades och renades för att sedan förvätskas, kunde man framställa dieselbränsle. Tolv anläggningar för direkt förvätskning av brunkol och nio anläggningar för Fischer-Tropsch-processen uppfördes fram till krigsslutet.
| Anläggning             | Råvara                | Kapacitet (ton per år) |
| ---------------------- | --------------------- | ---------------------- |
| Leuna                  | Brunkol Tjära         | 600 000                |
| Böhlen                 | Brunkol Tjära         | 240 000                |
| Magdeburg              | Brunkol Tjära         | 230 000                |
| Zeitz                  | Brunkol Tjära         | 300 000                |
| Wesseling              | Brunkol               | 200 000                |
| Brüx                   | Brunkol Tjära         | 400 000                |
| Gelsenkirchen Scholven | Stenkol               | 200 000                |
| Gelsenkirchen Horst    | Stenkol               | 350 000                |
| Blechhammer            | Stenkol               | 500 000                |
| Bottrop                | Stenkol               | 180 000                |
| Lützkendorf            | Bitumen Tjära         | 50 000                 |
| Pölitz                 | Stenkol Bitumen Tjära | 600 000                |

## Växelkurser
| Land                    | -   | Valuta      | RM     |
| ----------------------- | --- | ----------- | ------ |
| Albanien                | 100 | lek         | 81     |
| Belgien                 | 100 | belga       | 40     |
| Belgien efter 1943      | 100 | belga       | 25     |
| Bulgarien               | 100 | lev         | 3,10   |
| Danmark                 | 100 | kronor      | 52,30  |
| Finland                 | 100 | mark        | 5,10   |
| Frankrike               | 100 | franc       | 5,00   |
| Generalguvernementet    | 100 | zloty       | 50,00  |
| Grekland                | 100 | drachme     | 1,67   |
| Italien                 | 100 | lire        | 13,20  |
| Italien efter 1943      | 100 | lire        | 10,00  |
| Kroatien                | 100 | kuna        | 5,00   |
| Luxemburg               | 100 | franc       | 10,00  |
| Nederländerna           | 100 | gulden      | 132,70 |
| Norge                   | 100 | kronor      | 56,90  |
| Böhmen-Mähren           | 100 | kronor      | 10,00  |
| Rumänien                | 100 | leu         | 1,67   |
| Schweiz                 | 100 | franc       | 58     |
| Serbien                 | 100 | dinarer     | 5,00   |
| Slovakien               | 100 | kronor      | 8,60   |
| Storbritannien          | 100 | pund        | 991,00 |
| USSR                    | 100 | rubel       | 47,20  |
| USSR efter 22 juni 1941 | 100 | rubel       | 10,00  |
| Ukraina                 | 100 | karbovanets | 10,00  |
| Ungern                  | 100 | pengö       | 60,90  |
| USA                     | 100 | dollar      | 250,20 |